# Böna
Böna (Phaseolus vulgaris) är en art i familjen ärtväxter. Den är ursprungligen från Amerika och började troligen odlas oberoende av varandra i både Mesoamerika och Anderna. Bönan odlas nu över hela världen. Även bladen används ibland som föda. Ordet böna används också för frukten, och för andra frukter som liknar bönan till utseendet, bland annat kaffebönan och kakaobönan.
Bönorna kallas ibland även trädgårdsböna för att skilja den från bondbönan, som ursprungligen var det som kallades böna innan de första bönorna importerades från Amerika.

## Beskrivning
Bönan förekommer i två grundtyper, busklika och slingrande. Dessutom finns en rad olika sortgrupper med olika utseende och användning. Alla sorter har gröna eller purpurfärgade blad som är delade i tre ovala småblad, 6–15 cm långa och 3–11 cm breda. De har cirka 1 cm långa vita, rosa eller purpurfärgade blommor. Bönskidorna är 8–20 cm långa och gröna, gula, svarta eller purpurfärgade. Varje bönskida innehåller 4–6 bönor. Själva bönorna är cirka 1,5 cm långa och förekommer i många olika färger och färgkombinationer.

### Bilder

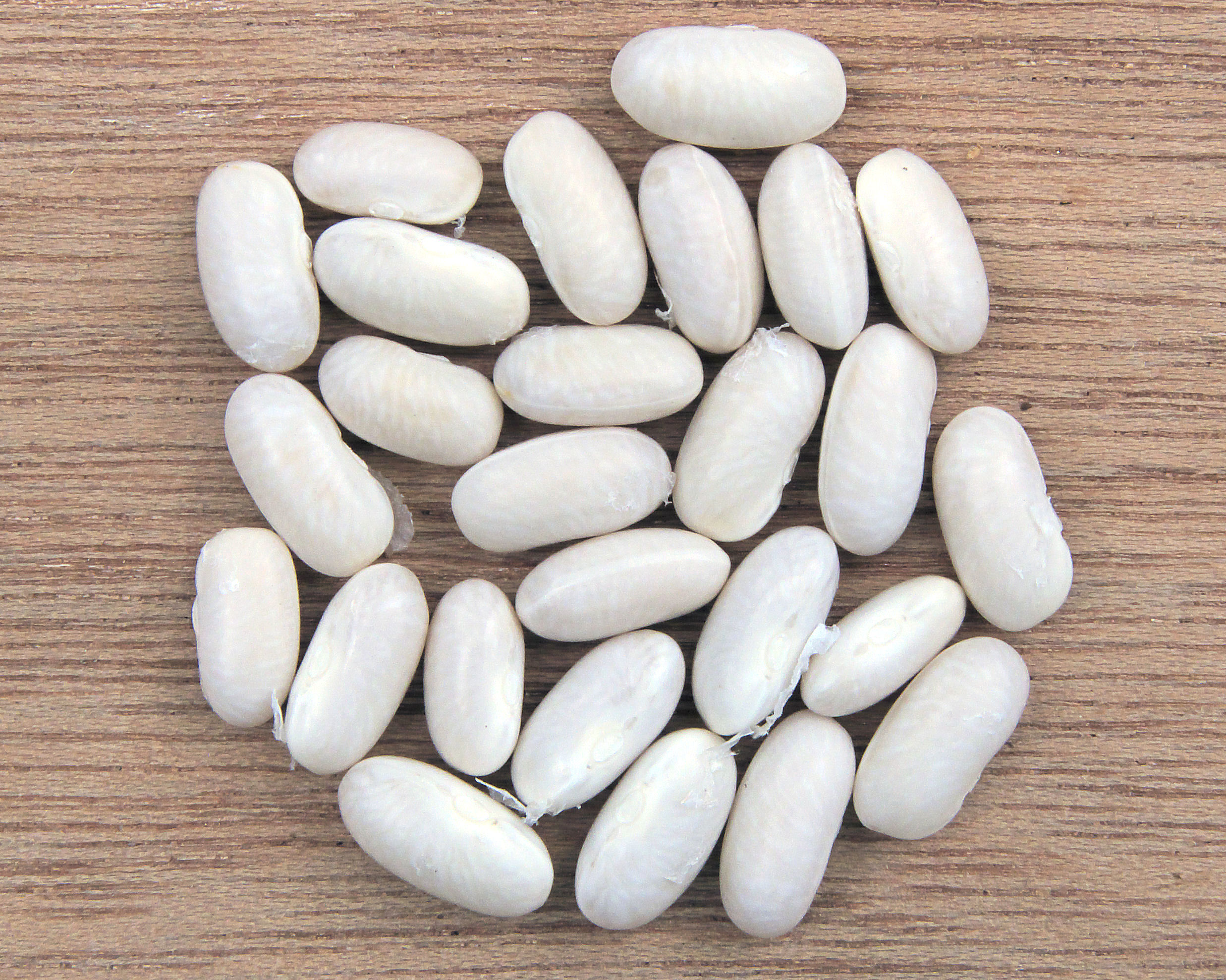
Vita bönor (kokbönor).
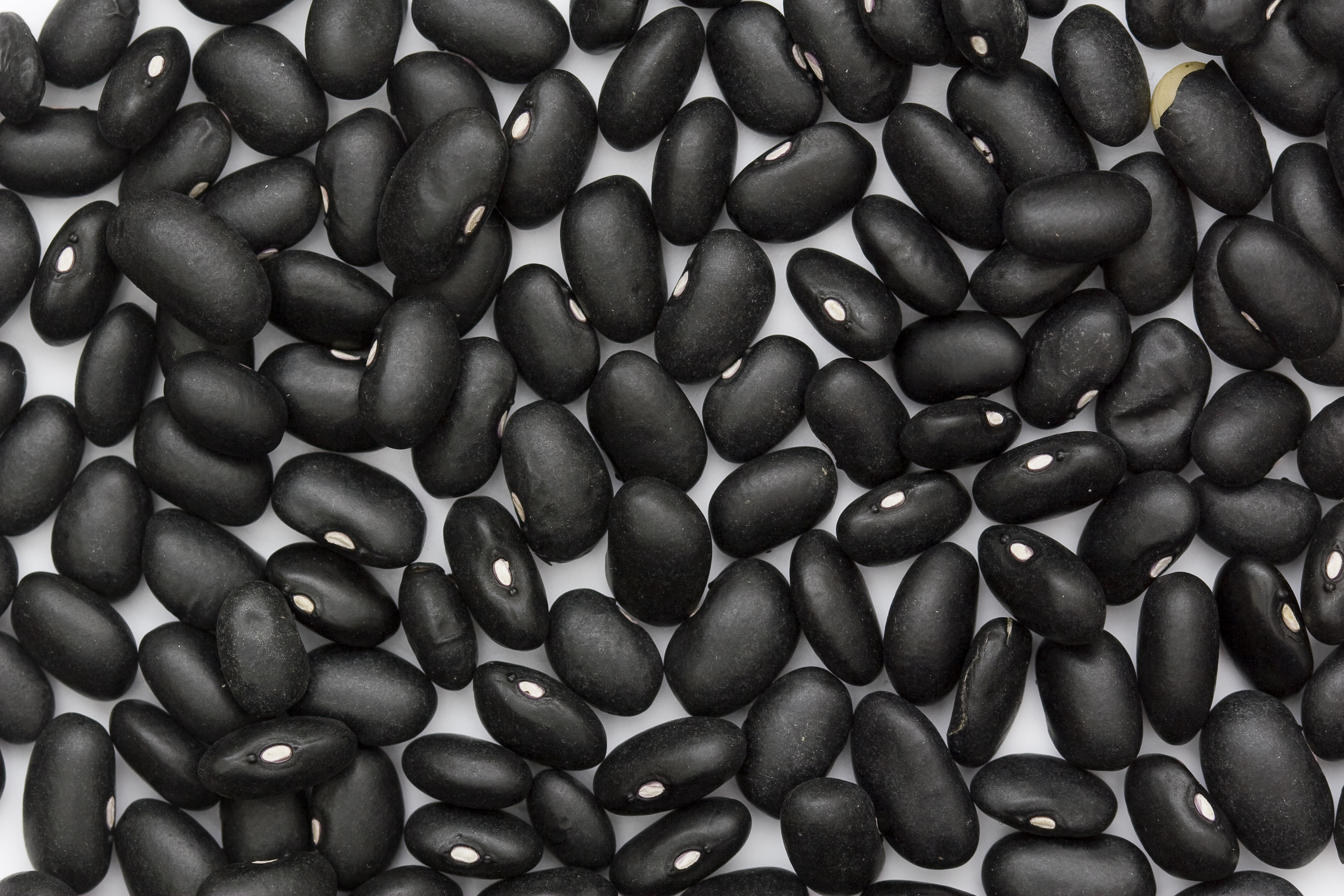
Svarta bönor (kokbönor).
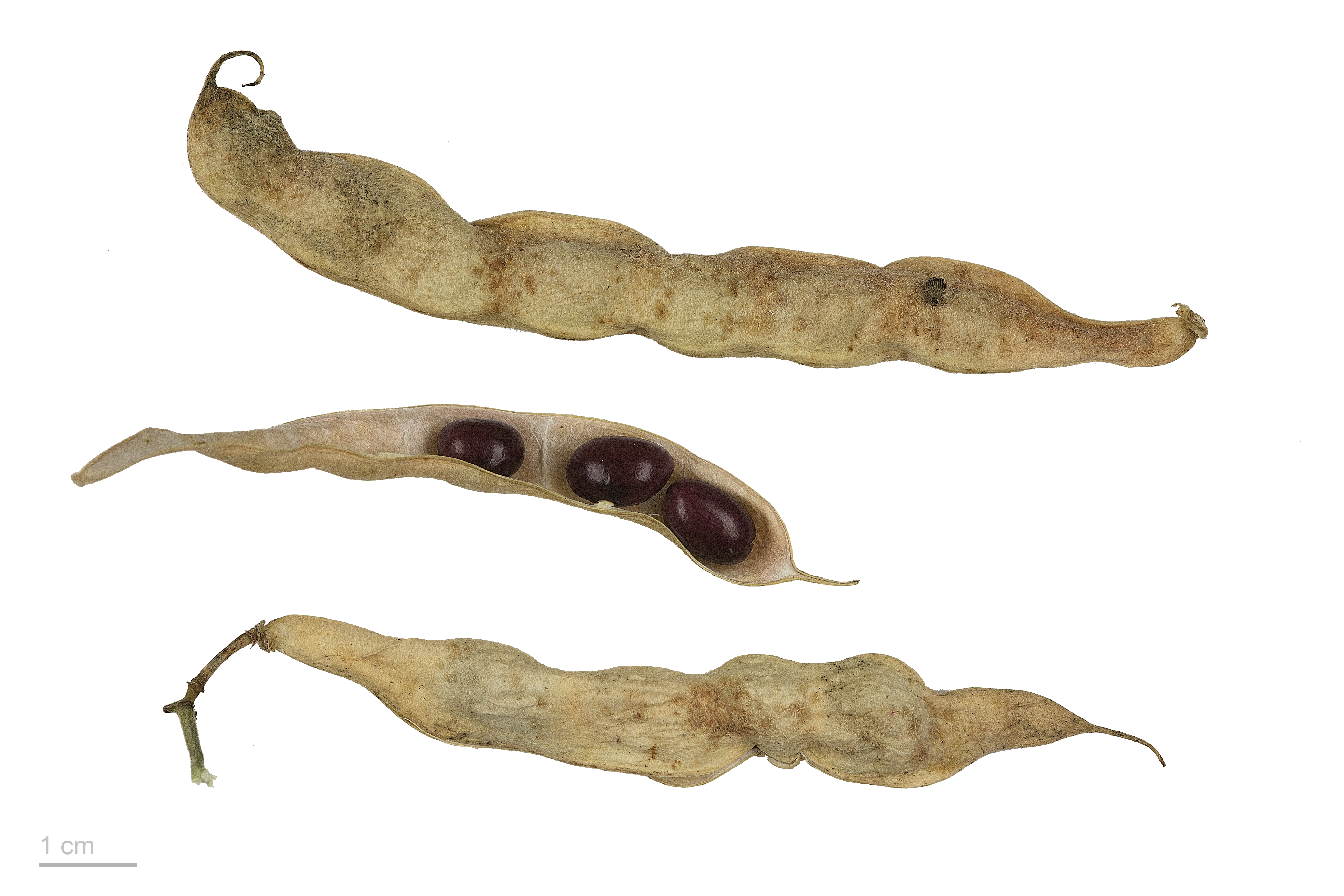
Phaseolus vulgaris (brytbönor).
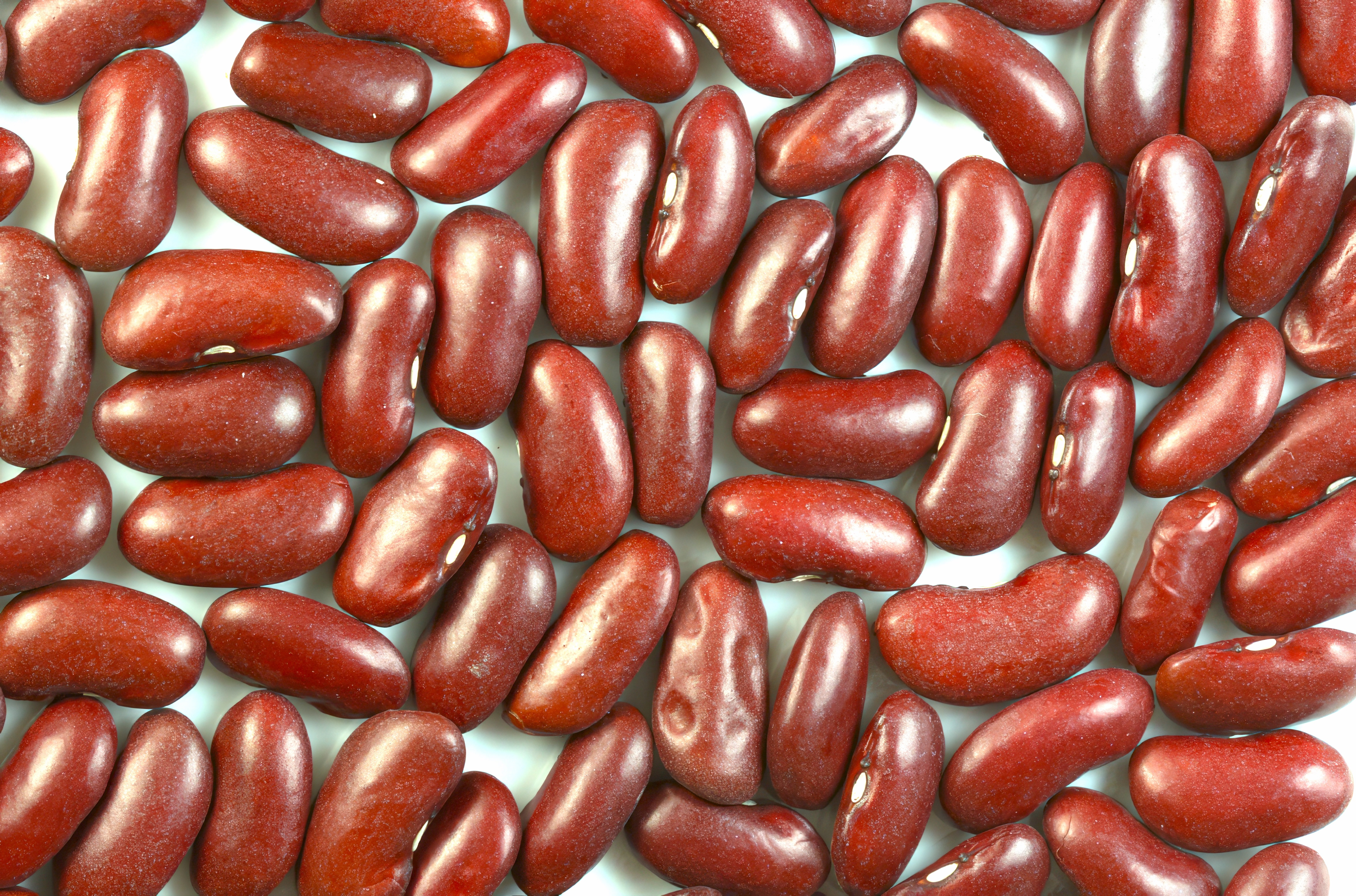
Kidneybönor (kokbönor).
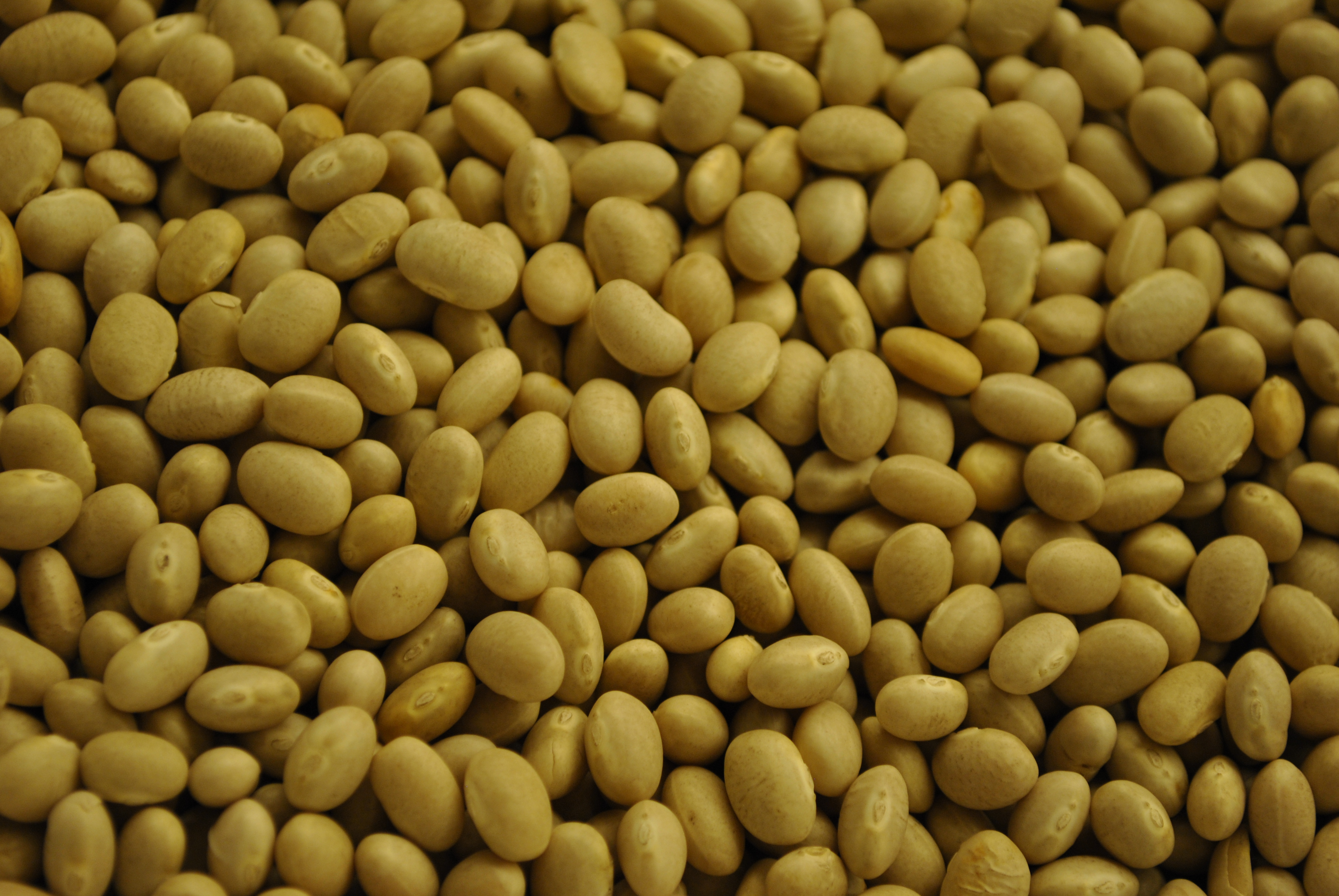
Torkade vita bönor.

## Varieteter och sortgrupper
Bönor delas in i buskbönor (var. nanus) eller störbönor (var. vulgaris) beroende på växtsättet. Buskbönor, som också kallas krypbönor eller låga bönor är som namnen anger låga och klättrar inte. Störbönorna eller stångbönorna är klättrande sorter. Dessa båda växtsätt förekommer i alla sortgrupper.
- Brytbönor (P. vulgaris, brytböngruppen) innehåller typer som haricots verts, purpurböna, störbrytböna, störpurpurböna och är sorter med smala, trinda eller platta, gröna eller purpurfärgade baljor, som används omogna och hela efter kokning.
- Kokbönor (P. vulgaris, kokböngruppen) innehåller mest sorter vars mogna torkade bönor kokas före användning. Gruppen innehåller sorter med olika fröskalsfärg, vilket ofta används för att gruppera in i sorter. Några av dem är brun böna, flageoletböna, röd kidneyböna, spritböna, spräcklig böna, svart böna och vit böna. Kidneybönor är röda till mörkröda, njurformade bönor.
- Skärbönor (P. vulgaris, skärböngruppen) innehåller sorter med breda, platta, gröna baljor, som används omogna och skurna i bitar efter kokning.
- Vaxbönor (P. vulgaris, vaxböngruppen) är egentligen samma som brytbönor, men har gula eller vita baljor.

### Kidneybönor
Kidneybönor som inte tillagats eller tillagats dåligt uppges vara giftiga (då de innehåller lektinet fytohemagglutinin) och orsakar kraftiga magbesvär. Besvären kan yttra sig som magont och kraftigt illamående. Även tarmens slemhinna påverkas, och förändras av otillagade kidneybönor. Bönorna tillagas genom att man lägger dem i blöt 6–7 timmar före kokning. Blötlagda bönor skall stormkokas i minst 10 minuter för att man ska undvika att få i sig det giftiga lektinet. Kokvattnet skall sedan bytas. Giftighetsgraden mäts i hemagglutininerande enhet (hau). Otillagade bönor kan innehålla 70 000 hau, dåligt tillagade kan innehålla 400 000 hau (kokning på svag värme ökar giftets potens) medan fullt tillagade bönor endast innehåller ett par hundra hau. Kidneybönor väl tillagade innehåller, liksom flera andra sorters bönor, en hel del protein, vitaminer och mineraler. Uppgifterna om "giftighet", och sambandet med fytohemagglutinin, är osäkra. Det är dock vetenskapligt väl belagt att råa och felaktigt tillagade kidneybönor kan vara skadliga, och i enstaka fall dödliga, på grund av fytohemagglutinin.

## Näringsvärde och tillagning

### Giftighet
De flesta bönor måste kokas ordentligt innan de kan ätas, eftersom de innehåller proteiner – kallade fytohemagglutininer eller lektiner – som annars kan framkalla magbesvär.  Dessa ämnen finns i många av sorterna och är välkända från till exempel kidneybönor. Det är viktigt att bönor rika på lektiner upphettas tillräckligt för att bryta ned dessa proteiner, varför råa bönor bör kokas separat innan de tillsätts andra ingredienser som kanske inte kräver samma tillagningstid eller temperatur. Bönor har ingen giftighet i strikt mening.

### Torkade bönor
Som många andra arter av släktet bönor har även bönan en hög halt av stärkelse, protein och kostfiber. Bönan är en utmärkt källa för järn, kalium, selen, molybden, tiamin, vitamin B6 och folsyra.
Torkade bönor som förvaras svalt och torrt har nästan obegränsad hållbarhet. Dock minskar näringsvärdet och smaken med tiden, och koktiden blir allt längre. Torkade bönor tillagas nästan alltid genom kokning, ofta efter många timmars blötläggning. Det är visserligen inte nödvändigt att blötlägga dem, men koktiden minskar och det är lättare att få jämnt kokta bönor om de först blötläggs. Dessutom löses en del svårsmälta sockerarter ut i blötläggningsvattnet, och om detta kastas blir rätten mer lättsmält. Det finns flera blötläggningsmetoder. Dels kan man först koka bönorna i 3 minuter, och sedan låta dem ligga i kokvattnet i 2–4 timmar, varefter de kan kokas i nytt vatten.
Bönan tar längre tid att koka än många andra torkade matvaror. Koktiden varierar från en till fyra timmar. Salt, socker och syrliga matvaror, som till exempel tomater, ökar koktiden, och bör därför inte tillsättas förrän efter att bönorna är färdigkokta.

## Världsproduktion
| Placering                                       | Land      | Produktion (ton) |
| ----------------------------------------------- | --------- | ---------------- |
| 1                                               | Indien    | 6 220 000        |
| 2                                               | Myanmar   | 4 779 927        |
| 3                                               | Brasilien | 2 915 030        |
| 4                                               | USA       | 1 700 510        |
| 5                                               | Kina      | 1 324 407        |
| 6                                               | Tanzania  | 1 210 359        |
| 7                                               | Mexiko    | 1 196 156        |
| 8                                               | Uganda    | 1 039 109        |
| 9                                               | Kenya     | 765 977          |
| 10                                              | Etiopien  | 607 929          |
| Källa: UN Food & Agriculture Organisation (FAO) |           |                  |